# Cecil Peabody
Pour les articles homonymes, voir Peabody.
Cecil Hobart Peabody, né en 1855 à Burlington dans le Vermont et décédé à l'âge de 78 ou 79 ans en 1934, est un ingénieur mécanique américain qui fut conseiller étranger au Japon pendant l'ère Meiji.

## Biographie
Diplômé du Massachusetts Institute of Technology en 1877, Peabody y devient en 1883 professeur assistant d'ingénierie à vapeur puis professeur d'ingénierie maritime et de construction navale. Entre l'obtention de son diplôme et son retour à Boston, il fut professeur de mathématiques à l'école d'agriculture de Sapporo au Japon puis professeur assistant de génie mécanique à l'université de l'Illinois.
Il a publié, entre autres :
- Tables of the Properties of Saturated Steam and Other Vapors (1888; huitième édition, 1909)
- Thermodynamics of the Steam Engine (1889; sixième édition, 1910)
- Valve Gear for Steam Engines (1892)
- Steam Boilers, with E. F. Miller, (1897; troisième  édition, 1912)
- The Steam Engine Indicator (1900)
- Naval Architecture (1904; troisième édition, 1911)
- Propellers (1912)
- Computations for Marine Engines (1913)

## Source
- (en) Cet article est partiellement ou en totalité issu de l’article de Wikipédia en anglais intitulé « Cecil Peabody » (voir la liste des auteurs).